# Club Balonmano Estepa
El Club Balonmano Estepa es un equipo de balonmano de Estepa (Andalucía), fundado en 1984, y actualmente participa en la 1º Andaluza. 

## Historia
La historia del Club Balonmano Estepa data de principios de los años 80, para fomentar el balonmano entre los niños y jóvenes de la localidad.
Comenzó siendo una sección del Club Baloncesto Ostippo, hasta que después de cuatro años pudo emanciparse y formar el Club Balonmano Estepa. Los comienzos fueron muy duros, teniendo que jugar en una pista de cemento sin las medidas oficiales y uno de sus problemas era que estaba cuesta abajo de derecha a izquierda. El club comenzó jugando con 16 niños de 9 a 16 años, por lo que no se podía formar un equipo al ser de distintas categorías.
A las filas del equipo llegaba gente sin intereses deportivos, que quería probar cosas nuevas.
El equipo ha experimentado varios ascensos, como puede ser el de Segunda División Nacional, dejando de participar en una fase de ascenso a Primera División Nacional por no tener suficiente presupuesto para esos gastos que se tenían que afrontar (viajes por toda España).
Una de las anécdotas del club, fue que esa plaza de ascenso se le vendió al Club Balonmano Antequera y este ahora se encuentra en la máxima categoría del Balonmano Español, la Liga Asobal.
El club no posee equipo femenino actualmente. En sus principios había chicas desde los 8 a los 12 años. El problema comenzó cuando a partir de los 13 o 14 años los padres ya no dejaban viajar a sus hijas a cerca de 100 km que era lo que las distanciaba de las ciudades a las que tenían que viajar.
En la temporada 2006/2007 el apartado juvenil (jugadores entre 16 y 17 años) del club participó en la Fase Nacional Juvenil, después de quedar Campeones Provinciales, quedando en el cuarto mejor equipo de toda Andalucía dentro de su categoría.
Temporada 2007/2008: el Club Balonmano Estepa no consigue el acceso a la fase de ascenso en el último partido de liga, perdiendo 25-21 en la localidad sevillana de El Viso del Alcor, contra el equipo local. Mientras que su categoría juvenil accede como 1º de grupo, por segundo año consecutivo, a la Fase Nacional Juvenil, cayendo derrotada en la 2º Eliminatoria (detallada más abajo)

### Escudo
En el escudo del club se pueden distinguir varias partes tanto de la localidad donde se practica como del mismo deporte. Se puede observar un balón federado de balonmano con el escudo de la localidad en su interior. A ambos lados del balón se distinguen los típicos lazos de los polvorones de la localidad de Estepa. Este escudo ha sido usado desde los principios del club en los años 80.

### Equipo
El club estepeño nunca ha tenido un color definido en sus ropas, aunque estas últimas temporadas se ha decido por colores oscuros, y los equipos de calle (chándal, macuto de deporte, equipo de entrenamiento) en la temporada 2007/2008 son totalmente negros, con el escudo en blanco.
El equipo absoluto juega con un equipo azul marino con líneas doradas en sus lados, mientras que los juveniles se deciden por el granate de la camiseta y las calzonas negras, y los cadetes e infantiles juegan con el equipo celeste.

## Jugadores importantes
Rafael Baena:
- Trayectoria: Bm. Estepa (2º Andaluza Sénior), Bm. Dos Hermanas (Segunda Nacional), Bm. Rochelambert (Primera Nacional), Club Ars Palma del Río (División de Honor Plata), Club Balonmano Antequera (Liga Asobal), Ademar León (Liga Asobal) y Selección de balonmano de España
- Deportista estepeño con mayor trayectoria
- Jugará en Liga Asobal por primera vez la temporada 2008/2009 con el Balonmano Antequera.[1][2]
- Jugará por primera vez en la selección española de Balonmano la temporada 2009/2010.